# Załużany (rejon lwowski)
Załużany (ukr. Залужани) – wieś na Ukrainie, w obwodzie lwowskim, w rejonie lwowskim, w hromadzie Lubień Wielki.
Do 1946 roku miejscowość nosiła nazwę Weissmanówka (ukr. Вейсманівка, Wejsmaniwka). W 1968 roku do Załużan przyłączono wieś Nowoseliwka (ukr. Новоселівка), która do 1946 roku nazywała się Neuhof (ukr. Нейгоф, Nejhof).
Gmina Neuhof powstała pod koniec XVIII lub na początku XIX wieku po osiedleniu się tu protestanckich osadników z Niemiec. Ewangelicy należeli do zboru ewangelickiego w Hartfeldzie (obecnie Twerdopilla), a w okresie międzywojennym założyli zbór filialny w Kościele Ewangelickim Augsburskiego i Helweckiego Wyznania w Małopolsce. W 1939 roku została oficjalnie zmieniona nazwa Neuhof na Nowy Dwór Uherski.